# Žalm 54
Žalm 54 („Bože, pro své jméno mě zachraň“) je biblický žalm. V překladech, které číslují podle Septuaginty, se jedná o 53. žalm. Žalm je nadepsán těmito slovy: „Pro předního zpěváka za doprovodu strunných nástrojů. Poučující, Davidův, když přišli Zifejci a řekli Saulovi: David se přece skrývá u nás.“ Jedná se o jeden ze třinácti davidovských žalmů, v nichž je uvedena konkrétní situace z Davidova života, na něž příslušný žalm navazuje. Podle některých vykladačů toto nadepsání znamená, že žalm byl určen k tomu, aby jej s hudebním doprovodem odzpívával zkušený zpěvák za přítomnosti krále z Davidova rodu pro jeho poučení. Tradiční židovský výklad však považuje žalmy, které jsou označeny Davidovým jménem, za ty, které sepsal přímo král David, a v Talmudu je uvedeno, že každý žalm, ve kterém je v nadepsání uveden hebrejský výraz maskil (מַשְׂכִּיל, „poučující“), byl přednášen prostřednictvím meturgemana (tlumočníka). Spis Šimuš Tehilim („Užití Žalmů“), jehož autorem je zřejmě židovský učenec Chaj Ga'on (939–1038), uvádí, že recitace 54. žalmu pomáhá, aby se člověk zachránil před nepřáteli a uzřel, jak je na nich vykonána pomsta.